# Katalizatory Grubbsa
Katalizatory Grubbsa – dwa związki metaloorganiczne, które zostały po raz pierwszy otrzymane przez Roberta H. Grubbsa. Związki te są bardzo skutecznymi katalizatorami reakcji metatezy olefin. Ich zaletą w stosunku do innych katalizatorów metatezy jest „odporność” na występowanie wielu grup funkcyjnych przyłączonych do szkieletu alkenowego oraz zdolność do aktywności katalitycznej w wielu rozpuszczalnikach.
Katalizator Grubbsa I generacji jest aktywny w reakcjach tzw. metatezy krzyżowej (ang. cross-metathesis), metatezy z otwarciem pierścienia i metatezy z zamknięciem pierścienia (patrz hasło: metateza). Otrzymuje się go w wyniku stosunkowo prostej, jednoetapowej reakcji dichlorotris(trifenylofosfina)rutenu(II) [RuCl2(PPh3)3] z fenylodiazometanem i tricykloheksylofosfiną. Katalizator Grubbsa jest stosunkowo odporny na kontakt z tlenem i wilgocią, dzięki czemu jest łatwy w użyciu. Nazwa systematyczna: benzylidenodichlorobis(tricykloheksylofosfina)ruten(II).
Katalizator Grubbsa II generacji ma podobne zastosowania, lecz jest wielokrotnie bardziej aktywny. Związek ten jest również odporny na kontakt z tlenem i wilgocią. Otrzymuje się go w reakcji katalizatora I generacji z alkoksylową pochodną 1,3-dimezytylo-4,5-dihydroimidazol-2-ylidenu.
Ciekawym zastosowaniem katalizatora Grubbsa jest przemysł lotniczy. Katalizator ten jest stosowany do otrzymywania poliolefiny, w reakcji polimeryzacji przez metatezę z otwarciem pierścienia cyklopentenu, która jest stosowana jako powłoki zabezpieczające powierzchnie natarcia skrzydeł samolotowych przed uszkodzeniami na skutek kawitacji.
5 października 2005, Robert H. Grubbs, Richard R. Schrock i Yves Chauvin otrzymali nagrodę Nobla w dziedzinie chemii, za badania na reakcją metatezy.